# Urolophus flavomosaicus
Urolophus flavomosaicus är en rockeart som beskrevs av Last och Martin F. Gomon 1987. Urolophus flavomosaicus ingår i släktet Urolophus och familjen Urolophidae. IUCN kategoriserar arten globalt som livskraftig. Inga underarter finns listade i Catalogue of Life.